# Trichaphodius dudleyi
Trichaphodius dudleyi är en skalbaggsart som beskrevs av Bordat 1985. Trichaphodius dudleyi ingår i släktet Trichaphodius och familjen Aphodiidae. Inga underarter finns listade i Catalogue of Life.